# 금곡고등학교 (부산)
금곡고등학교(金谷高等學校)는 대한민국 부산광역시 북구 금곡동에 있는 공립 고등학교이다.

## 학교 연혁
- 2002년 12월 16일 : 학교 설립 인가(개교 기념일)
- 2003년 3월 1일 : 금곡고등학교 개교(금명중학교 시설 이용)
- 2003년 3월 1일 : 초대 김찬재 교장 취임
- 2003년 3월 3일 : 제1회 입학식(10학급 373명)
- 2006년 2월 20일 : 제1회 졸업식(10학급 378명)
- 2010년 8월 26일 : 특수학급 2학급 인가
- 2013년 3월 4일 : 선진형 교과교실제 전면실시(~2016.02, 3년간 운영)
- 2020년 3월 1일 : 고교학점제 선도학교 운영
- 2021년 6월 16일 : 2021 학교 명상숲 조성
- 2021년 8월 27일 : 블렌디드 교실 환경 구축(3개 학년, 27개학급 및 특별실)
- 2023년 2월 21일 : 인공지능(AI) 융합 교육 중심고등학교 지정 운영
- 2025년 2월 7일 : 제20회 졸업식(9학급 211명, 누계 7,111명)
- 2025년 3월 1일 : 제9대 윤준수 교장 취임
- 2025년 3월 4일 : 제23회 입학식(9학급 194명)

## 참고 자료
- 금곡고등학교 - 한국교육학술정보원 학교알리미